# Ferdinand Julius von Troyer

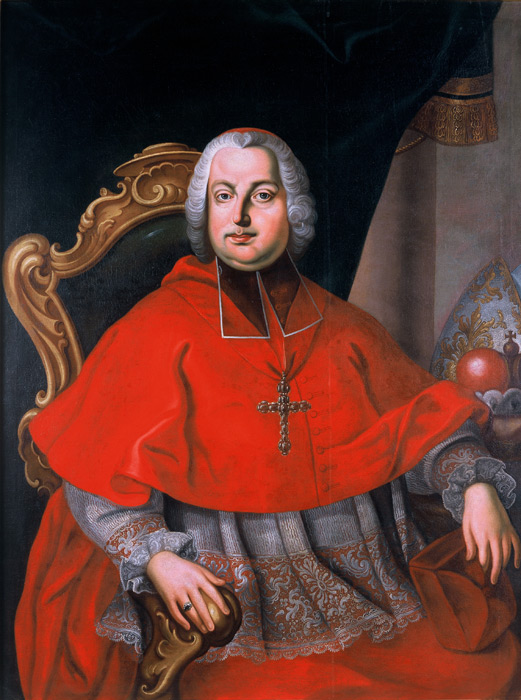
Ferdinand Julius Kardinal von Troyer

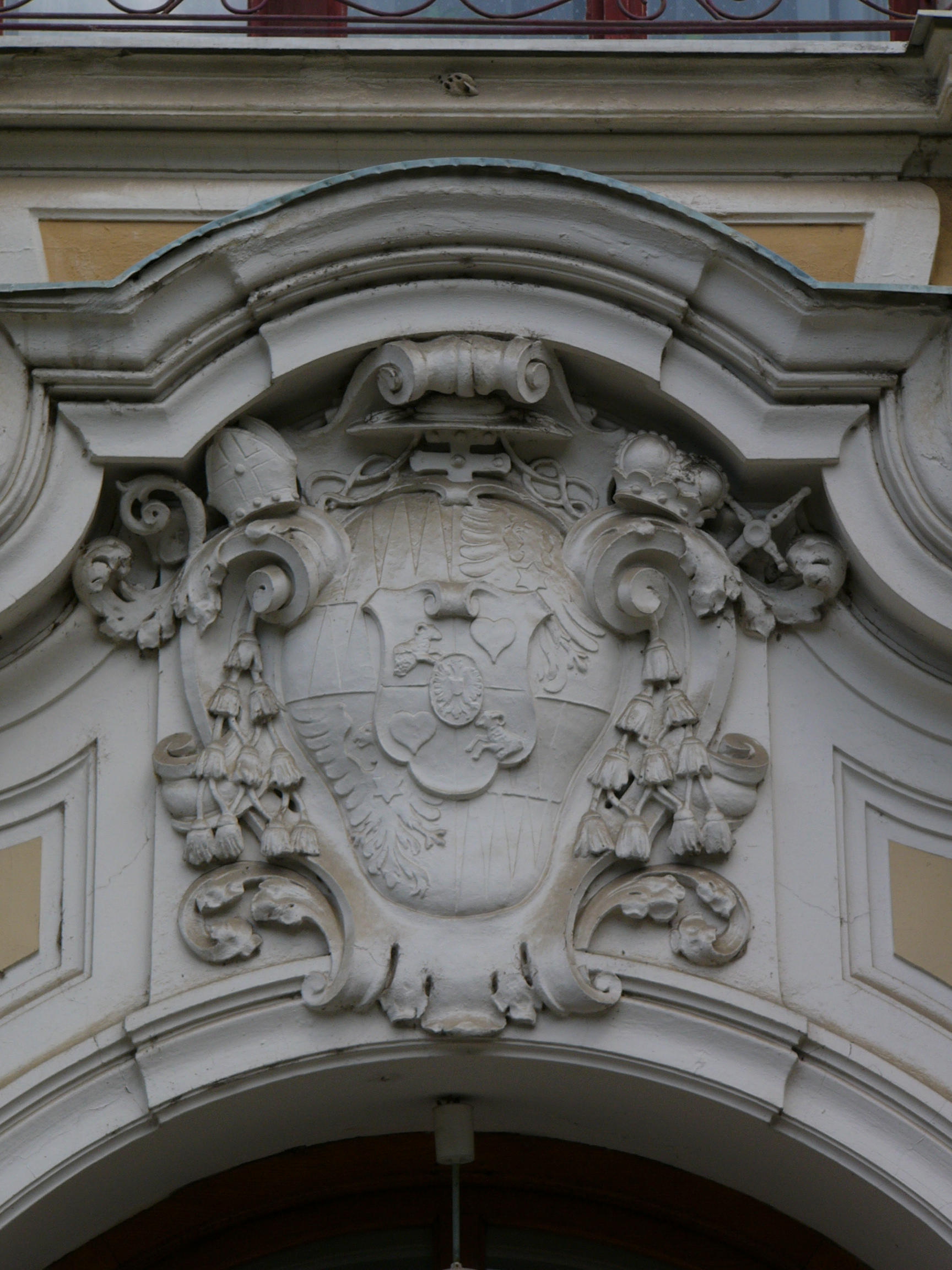
Wappen des Fürstbischofs Ferdinand Julius von Troyer

Ferdinand Julius von Troyer (tschechisch: Ferdinand Julius Troyer z Troyersteinu; * 20. Jänner 1698 in Brixen; † 5. Februar 1758 in Brünn) war Fürstbischof von Olmütz sowie Kardinal.

## Leben
Seine Eltern waren Franz Anton Graf von Troyer und Maria Maximiliana, geb. von Teufenbach. Ferdinand Julius studierte als Alumne des Collegium Germanicum in Rom, wo er am 21. Dezember 1720 die Priesterweihe empfing und 1722 zum Dr. theol. promoviert wurde. Nachdem er 1731 Archidiakon von Troppau geworden war, wurde er 1741 Domscholaster in Olmütz.
Nach der Translation des Bischofs Jakob Ernst von Liechtenstein-Kastelkorn nach Salzburg wählte das Olmützer Domkapitel am 9. Dezember 1745 einstimmig Ferdinand Julius von Troyer zu dessen Nachfolger. Papst Benedikt XIV. bestätigte die Wahl am 28. März 1746. Die Bischofsweihe erfolgte am 22. Mai 1746 durch den Olmützer Weihbischof Otto Honorius von Eghk und Hungersbach, einen Bruder des späteren Olmützer Bischofs Leopold Friedrich von Egkh und Hungersbach; Mitkonsekratoren waren Franz Anton Engl Graf von Wagrain, Bischof von Belgrad, und Johann Franz Anton von Khevenhüller, ehemaliger Bischof von Wiener Neustadt.
1746 berief Papst Benedikt XIV. Ferdinand Julius als Kardinalpriester in das Kardinalskollegium. Nach dem Tod des Wiener Erzbischofs Sigismund von Kollonitz ernannte ihn Maria Theresia 1751 zum Protektor der deutschen Nation und verlieh ihm und seinem Bruder Christoph 1754 das mährische Inkolat.
Als Bischof von Olmütz gründete Ferdinand Julius mehrere neue Dekanate und Pfarreien und nahm eine Diözesanvisitation vor. Er bemühte sich auch um den Fortgang des von Bischof Wolfgang Hannibal von Schrattenbach eingeleiteten Seligsprechungsprozesses für den 1620 durch Folter gestorbenen mährischen Priester Jan Sarkander.
Während seiner Amtszeit wurde das durch Brand vernichtete fürstbischöfliche Schloss Kremsier, die dortige Piaristenkirche sowie das Schloss Wischau renoviert. Die Jagdschlösschen Ferdinandsruh, Juliusburg und Troyerstein wurden neu erbaut.